# S:t Lukas (förbund)
S:t Lukas, före 1995 S:t Lukasstiftelsen, är en idéburen organisation med psykoterapimottagningar och föreningsverksamhet över hela Sverige. Förbundet består av 30 lokala föreningar och 40 mottagningar från Malmö i söder till Luleå i norr med legitimerade psykoterapeuter och psykologer samt handledare och organisationskonsulter.   
Organisationens bärande idé handlar om samtalet som läkande och utvecklande kraft och helhetssyn på människan med såväl fysiska och psykiska som sociala och existentiella behov. S:t Lukas har sedan 1939 varit pionjär[källa behövs] inom psykoterapi och existentiella frågor och arbetar idag för allas rätt till psykoterapi och för möjligheten att få även psykodynamisk behandling.[källa behövs] Mottagningarna erbjuder en bredd av individuell psykoterapi, familjeterapi, traumabehandling, handledning och organisationsinsatser. S:t Lukas överskott går till att subventionera psykoterapi och andra former av samtal till behövande. Organisationen har idag cirka 1200 medlemmar.  
Unga Lukas är förbundets satsning på ungas psykiska hälsa. Unga Lukas ger samtalsstöd kring livsfrågor via chatt och kunskapsstöd och inspiration i sociala medier, där man också kan träffa unga förebilder som berättar om sina livserfarenheter. Allt chattstöd inom Unga Lukas är anonymt och bemannas av kunniga volontärer.

## Historik
S:t Lukas bildades 1939 av socialarbetare, läkare och präster. Från början var det en stiftelse som hette "Stillhet och kraft", och den utvecklades så småningom till den organisation S:t Lukas är i dag. Namnet kommer från aposteln Lukas som var både evangelist och läkare. Pionjärer som nämns är bland andra Ebba Pauli, Knut Harald Giertz och Göte Bergsten. De var överens om att människans sociala, andliga, kroppsliga och psykologiska behov hörde samman, vilket var nytt och banbrytande. Än i dag är denna idé bärande för S:t Lukas. Utbildningsmässigt har S:t Lukas varit en föregångare i att utbilda i samtalsmetodik och var den första i Sverige att anordna psykoterapeututbildning på 1940-talet.